# Вітте Микола Карлович
Микола Карлович Вітте (нар. 2 (14) травня 1889, Черкаси — 9 лютого 1969, Київ) — український радянський фізіолог праці, заслужений діяч науки УРСР (з 1967 року), доктор медичних наук (з 1946 року), професор (з 1946 року). Батько П. М. Вітте
Член ВКП(б) з 1945 року. Нагороджений орденом Червоної Зірки, медалями.

## Наукова діяльність
Наукові праці присвячені питанням фізіології та гігієни праці в промисловості й сільському господарстві. Зробив значний внесок у вивчення проблеми теплообміну людини в умовах високої температури.